# Біловагівський заказник
Біловагі́вський зака́зник — гідрологічний заказник місцевого значення в Україні. Розташований у межах Кременчуцького району Полтавської області, біля села Соснівка.
Площа 70 га. Створений 1982 року. Перебуває у віданні ДП «Кременчуцький лісгосп» (Кременчуцьке л-во, кв. 17).
Являє собою болотний масив. Місце розмноження водоплавних птахів.

## Галерея

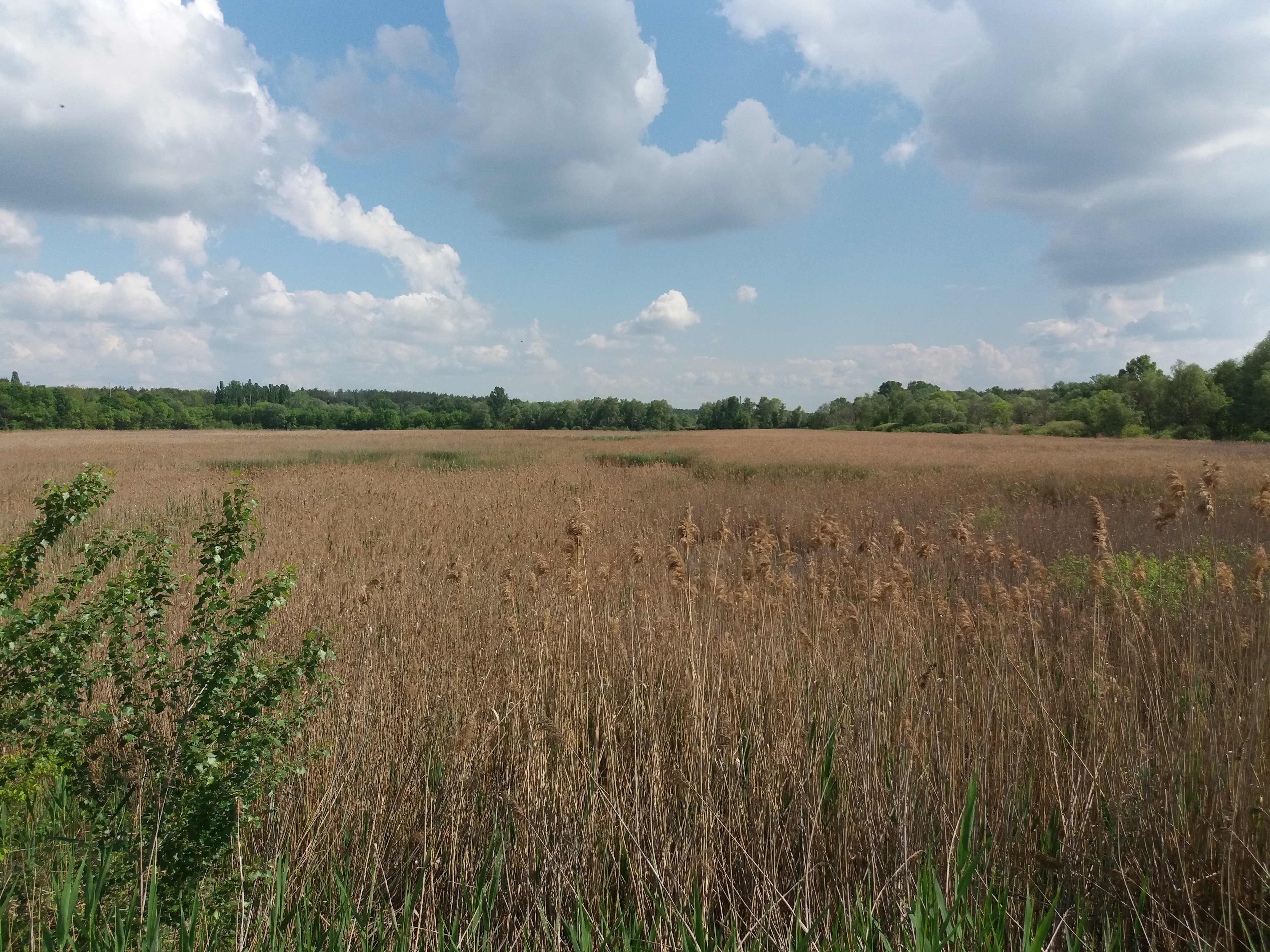
Заказник у травні 2019 (вид із півночі від залізниці)
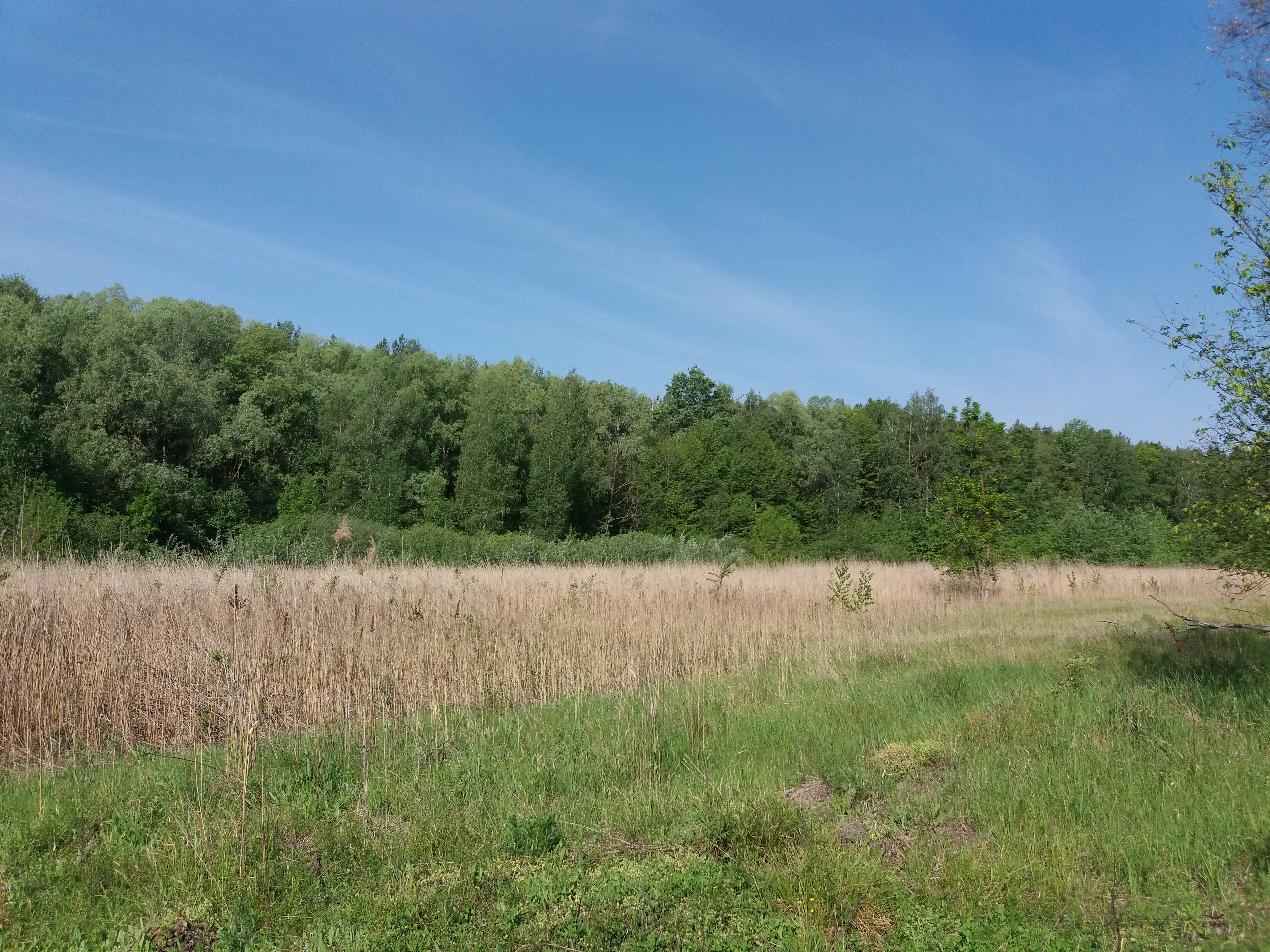
Заказник у травні 2020 (західна частина)
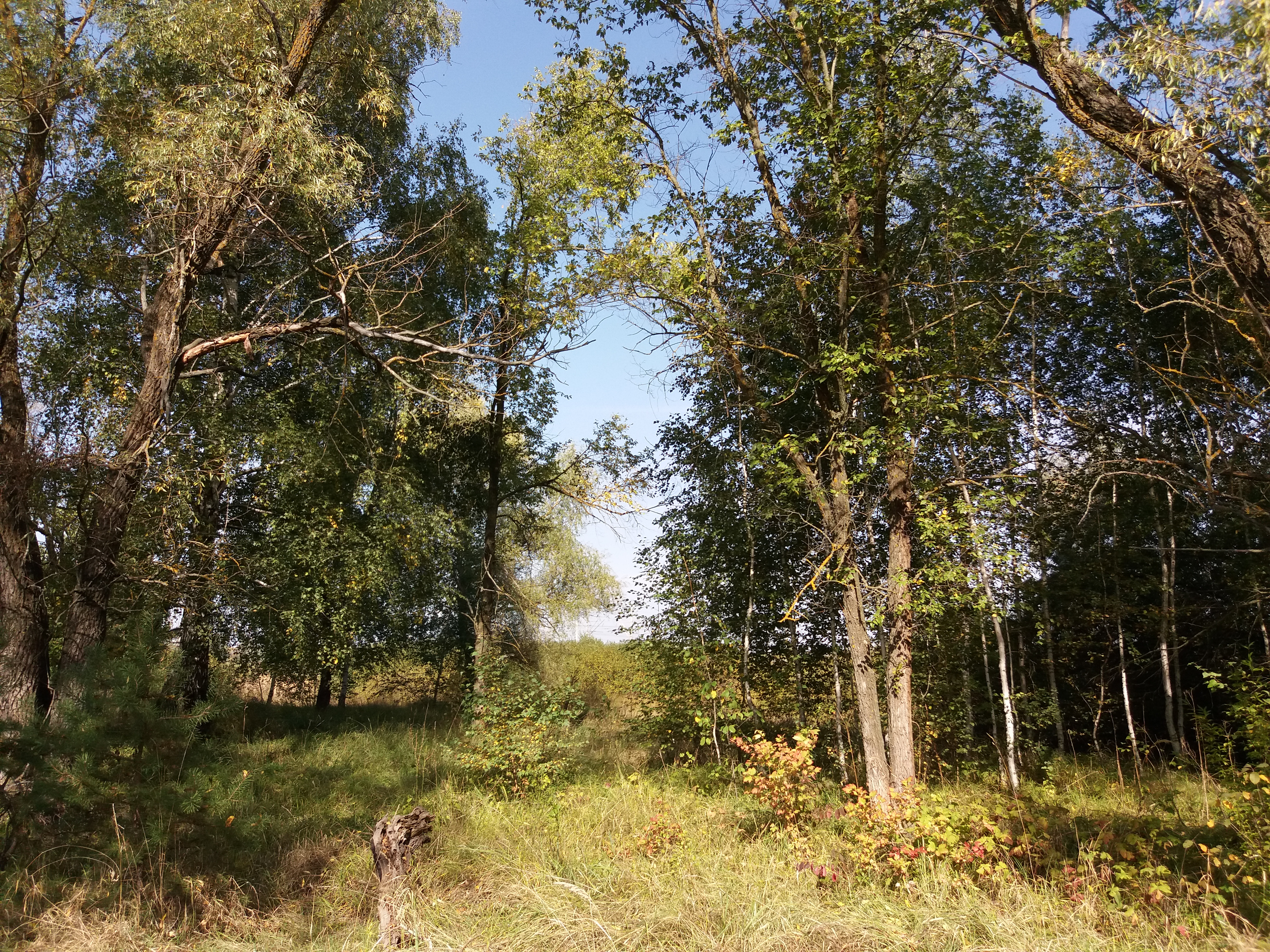
Заказник у жовтні 2020
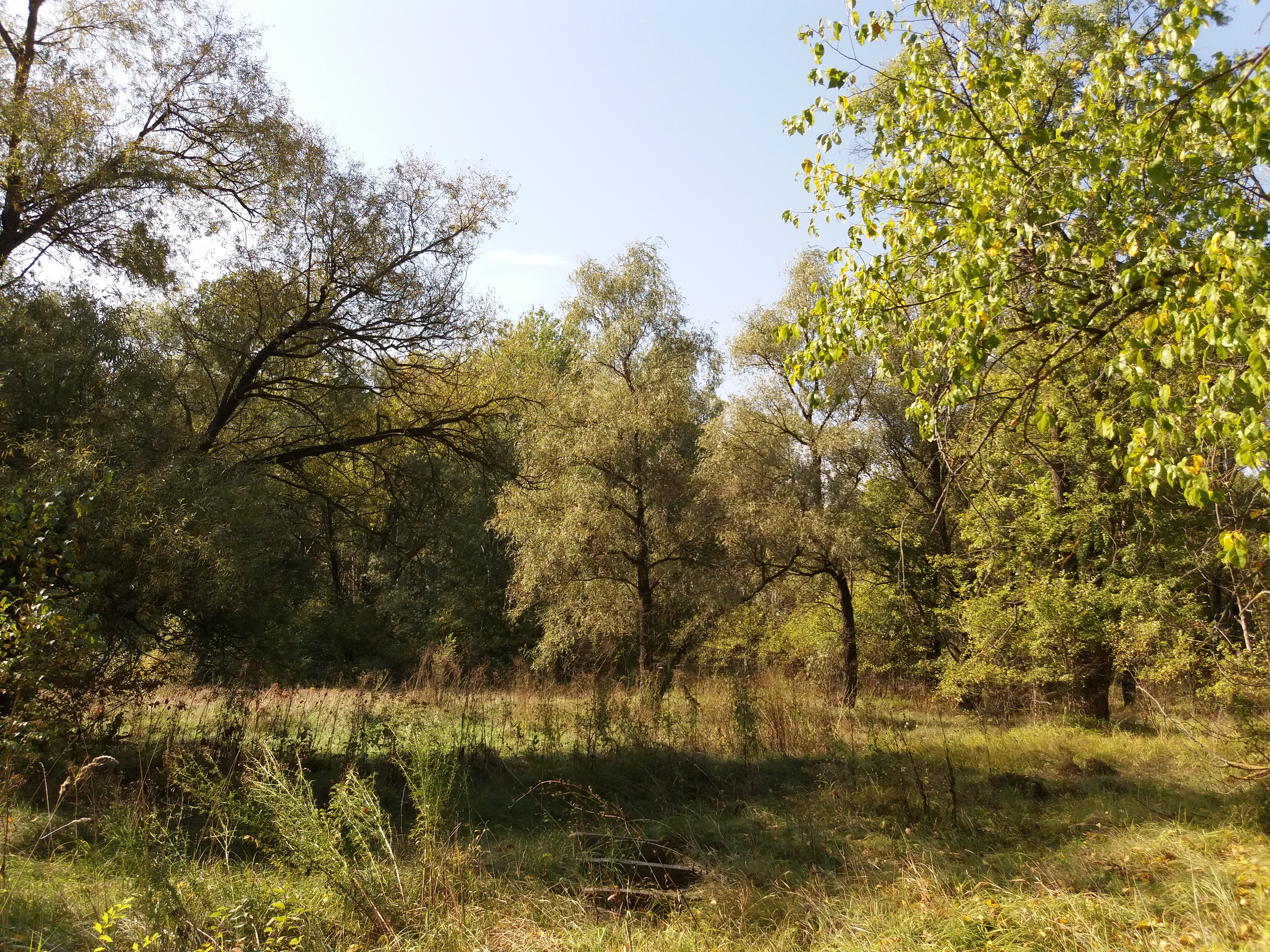
Заказник у жовтні 2020